# Kobita Dookhee
Kobita Dookhee (13 agosto 1998) è una giocatrice di badminton mauriziana.

## Palmarès
Il Cairo 2020: argento nel doppio misto
Kampala 2022: oro nel doppio femminile